# Герхард I фон Кирбург
Герхард I фон Кирбург (на немски: Gerhard I, Wildgraf von Kyrburg; * ок. 1145 в Кирбург, Кирн, Рейнланд; † сл. 1198/1208) е вилдграф в Кирбург (над град Кирн), Даун, Шмидтбург и Флонхайм в Рейнланд-Пфалц.
Той е син на вилдграф и граф Конрад I фон Кирбург-Шмидтбург-Флонхайм (* ок. 1116; † сл. 1170) и съпругата му Матилда фон Бар (* ок. 1127) (Дом Скарпон), дъщеря на граф Райналд I фон Бар, Мусон, Бри, Вердюн (* ок. 1090; † 10 април 1149) и Гизела от Водемон (* ок. 1090; † пр. 26 декември 1127).
Потомък е на Емихо VII (I), вилдграф на Кирбург, Шмидтбург, Баумбург и Флонхайм († 1139), син на Герлах фон Флонхайм († сл. 1112), граф на Флонхайм, Велденц и Лайнинген.

## Фамилия
Герхард I фон Кирбург се жени пр. 1198/1202 г. за Агнес Баварска фон Вителсбах (* ок. 1149 в Мюнхен; † сл. 1219), дъщеря на пфалцграф Ото VII фон Вителсбах († 1189) и графиня Бенедикта фон Вьорт († 6 април), дъщеря на граф Манголд фон Вьорт. Те имат децата:
- Конрад II фон Даун (* 1194; † сл. 1263), вилдграф на Кирбург, Даун, Шмидтбург, Грумбах, Дронекен и Флонхайм, женен за графиня Гизела фон Саарбрюкен († сл. 1265), дъщеря на граф Симон II фон Саарбрюкен († 1207), родители на Герхард I фон Даун, архиепископ на Майнц (1251 – 1259), и Конрад II, епископ на Фрайзинг (1258 – 1279)
- Беатрикс фон Даун/Кирбург (* ок. 1180; † сл. 1240), омъжена I. пр. 1220 г. за Филип III фон Боланден († 1220), II. 1221 г. за граф Дитрих I фон Фалкенбург-Хайнсберг († 8 ноември 1228), родители на Енгелберт II фон Фалкенбург († 1274), архиепископ на Кьолн (1261 – 1274).

От друга връзка той е баща на извънбрачната:
- дъщеря фон Вилдграф, омъжена за Буркард IV фон Геролдсек († сл. 1238)

Вдовицата му Агнес Баварска фон Вителсбах се омъжва втори път между 1198 и 1202 г. за граф Албрехт IV фон Еверщайн († 19 септември 1214).